# Фитнес зала
Фитнес зала (още фитнес център или фитнес клуб) е помещение предназначено за тренировки и фитнес занимания, с цел подобряване на физическото и здравословно състояние на човека.
Фитнес залите са много разнообразни, в зависимост от предпочитанията на клиентите, условията които предлага самата зала и големина на помещението в което се помещава самата фитнес зала.
В зависимост какво целим да постигнем за нашето тяло ние ползваме определени уреди, за това оборудването в нея също е разнообразно, то включва разнообразни уреди и приспособления за ползване с цел при употребата им да повишаваме или намаляваме теглото си и съответно подобряваме здравословното си състояние.
Обикновено тези зали имат обособени места – съблекални, съответно мъжки – за мъжете и женски за жените, където може да се подготвиш (преоблечеш) преди тренировка, да си оставиш нещата които не ти трябват, като за тях има специални шкафчета и гардероби. След тренировка може да се ползват и душове. По-модерните фитнес зали предлагат и много други удобства, като джакузи, парна баня, сауна, масажи, имат отделни зали за бокс, таебо и др. Разполагат също и с фитнес инструктори, които следят за правилното изпълнение на упражненията на клиентите си. Инструкторите изготвят индивидуални програми за клиентите си.